# Guiglia

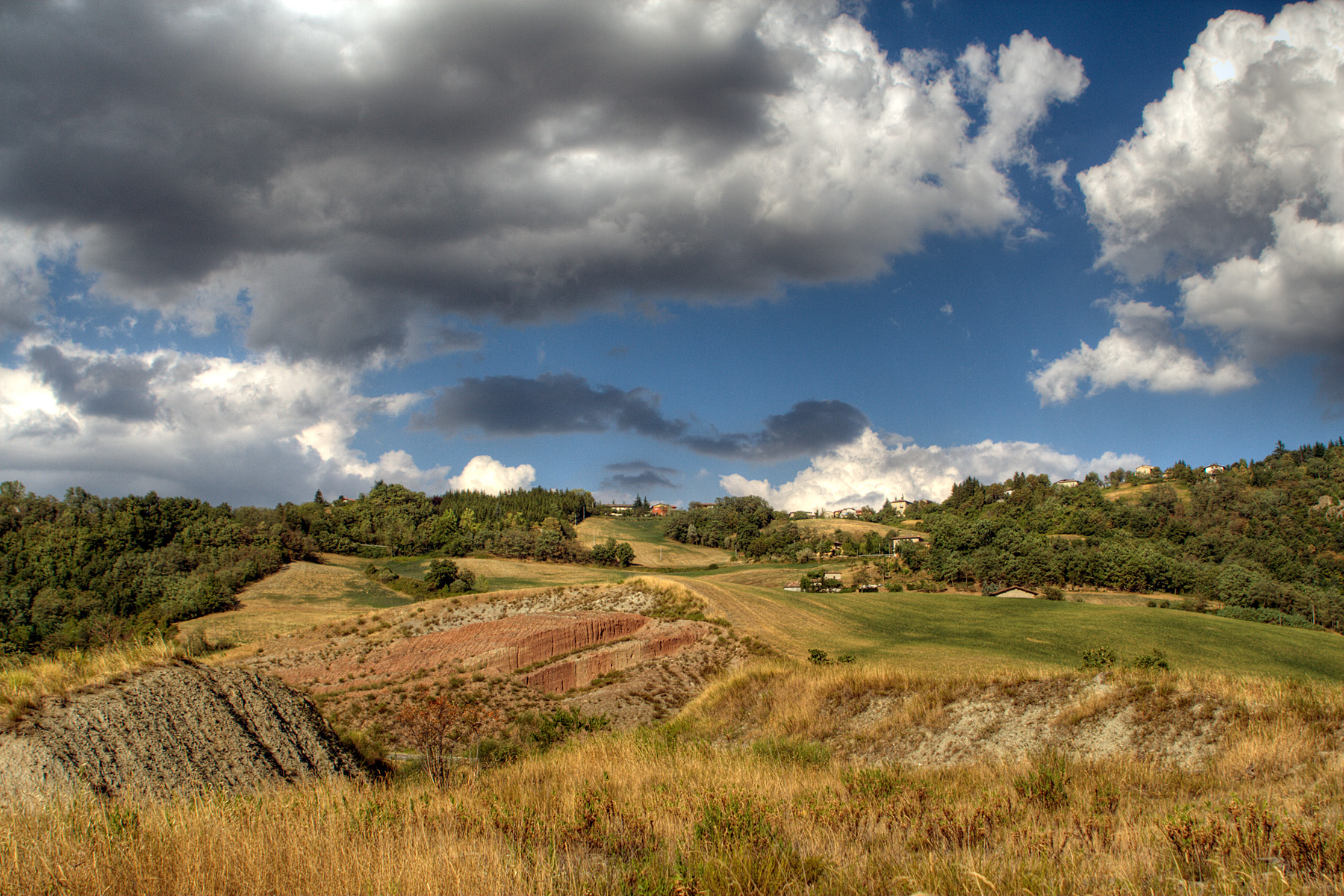
Samone ở Guiglia.

Guiglia là một đô thị ở tỉnh Modena thuộc vùng Emilia-Romagna, có vị trí cách khoảng 30 km southvề phía tây của Bologna và khoảng 25 km về phía nam của Modena. Tại thời điểm ngày 31 tháng 12 năm 2004, đô thị này có dân số 4.017 người và diện tích 49,0 km².
Đô thị Guiglia có các frazioni (đơn đơn vị cấp dưới, chủ yếu là các làng) Roccamalatina, Samone, Monteorsello, Castellino, Gainazzo, Pieve di Trebbio, và Rocchetta.
Guiglia giáp các đô thị: Castello di Serravalle, Marano sul Panaro, Pavullo nel Frignano, Savignano sul Panaro, Zocca.